# Incommensurabilité (épistémologie)
 (janvier 2019).
Si vous disposez d'ouvrages ou d'articles de référence ou si vous connaissez des sites web de qualité traitant du thème abordé ici, merci de compléter l'article en donnant les références utiles à sa vérifiabilité et en les liant à la section « Notes et références ».
 (janvier 2019).
- Si vous ne connaissez pas le sujet, laissez ce bandeau (vous pouvez alors contacter les auteurs).
- Si vous supprimez le contenu mis en cause (vous pouvez préalablement contacter les auteurs),

argumentez précisément cette suppression dans la page de discussion
(un manque de référence n'est pas un argument ; une recherche réelle de référence doit avoir été effectuée, être formellement documentée).
Pour les articles homonymes, voir Incommensurabilité.
L'incommensurabilité, en philosophie des sciences, est l'impossibilité de comparer deux théories qui n'emploient pas un langage théorique commun. Si deux théories sont incommensurables entre elles, alors il n'y a pas de manières de les comparer afin de décider laquelle est la plus correcte.

## Thèses
En 1962, Thomas Kuhn et Paul Feyerabend, de manière indépendante, introduisent la notion d'incommensurabilité en philosophie des sciences. Dans les deux cas, la notion vient des mathématiques et se définit dans son sens original comme l'inexistence d'une mesure commune entre deux variables, par exemple, entre le côté d'un carré et sa diagonale.

### Incommensurabilité en mathématiques
En mathématiques, l'idée centrale de ce concept n'est pas l'impossibilité de comparaison, mais l'inexistence d'un facteur commun qui puisse être exprimé. Pour mieux développer l'exemple, il s'agit de montrer que le résultat de la division de la diagonale D d'un carré et de son côté C est irrationnel : ces mesures sont incommensurables.

### Introduction du terme
L'introduction du terme a été motivée par une série de problèmes auxquels les deux auteurs ont été confrontés, et pour la résolution desquels ils essaient d'interpréter les théories scientifiques successives. La mise en place de celles-ci est certainement mieux comprise à la lumière des critiques qu'apportent Feyerabend et Kuhn à certaines conceptions héritées des thèses classiques, parmi lesquelles celle de l'accumulation des connaissances scientifiques, laquelle stipule que le corpus de connaissances scientifiques augmente au cours du temps ; thèse que rejettent les deux auteurs.
Une seconde thèse d'égale importance considère qu'il existe un langage neutre dans lequel peuvent être formulées les conséquences empiriques de chacune des théories concurrentes, afin que puisse être déterminée celle dont le contenu empirique est le plus vérifié ou, dans le cas de la philosophie de Karl Popper, celle qui a le plus de contenu empirique non-falsifié.
Cette seconde thèse ne repose pas uniquement sur l'existence d'un tel langage, mais implique aussi deux postulats :
- que le choix entre les théories a pour conditions la possibilité de traduire la théorie antérieure dans la nouvelle théorie, ou dans le cas de Popper que la théorie nouvelle peut être déductible à partir de l'ancienne,
- et que ce choix s'effectue selon des normes communes de rationalité.

Deux les deux cas, le concept d'incommensurabilité menace la viabilité de la thèse :
- Dans le premier en montrant qu'une partie du contenu empirique est perdu entre les théories successives.
- Dans le second en affirmant qu'un choix rationnel est possible entre les théories, même lorsqu'elles ne sont pas traduites dans un langage neutre.

Même si les problèmes qui ont conduit les deux auteurs à travailler sur ce concept sont les mêmes, le traitements qu'ils en font sont différents, et il importe de les comprendre séparément.

## Visions

### Vision de Feyerabend
Feyerabend prend l'incommensurabilité comme une notion originellement sémantique, il considère avant tout le changement de sens qui affecte les termes d'une théorie, et qui finit par modifier tous les termes de la nouvelle théorie. Ce qui signifie, étant donné que les termes entre les théories antérieures et nouvelles n'ont pas la même signification, qu'il n'y a pas de contenu empirique commun entre celles-ci qui permettrait de les comparer.

### Théorie
En 1989, Feyrerabend présente cette notion en réponse au rationalisme critique de Popper.